# Justin.tv
Justin.tv（ジャスティンティーヴィー）は、かつて存在したアメリカのライブ配信プラットフォーム。

## 概要
ユーザーはログインしていなくても視聴できたが、年齢制限付きの動画は18歳以上であることを確認できる登録ユーザーのみが視聴することができた。登録したユーザーは配信者としてライブ配信ができ、視聴者とのチャット機能や配信映像の録画機能などがあった。
Adobe Flashが用いられており、Flashを経由したWebカメラを自動検出してストリーミングされていた。

## 歴史
2007年、ジャスティン・カン、エメット・シア、マイケル・セイベル、カイル・ボークトらがカリフォルニア州サンフランシスコにて設立したライフキャスティングプラットフォームである。設立後の実験を経て、同年10月3日にウェブサイトを開設し、全てのユーザー向けにサービスを開始した。
2011年6月6日、Twitch.tvを開始し、ゲームセクションをTwitch.tvに移動させた。2014年2月10日に、Twitch.tvとJustin.tvの親会社はTwitch Interactiveに変更された。
2014年8月5日（米国時間）をもって閉鎖し、モバイルアプリとAPIの提供も終了した。また、同月にTwitchはAmazon.comにより買収された。